# Twiggy
Twiggy (Lesley Hornby født 19. september 1949 i London) var en af de mest berømte fotomodeller i 1960'erne. Hendes store øjne og drengede udseende gjorde hende til den ideelle fotomodel for den tid.
Hun var gift med den amerikanske skuespiller Michael Witney 1978-83, der døde af et hjertestop. Sammen fik de datteren Carly. I 1988 blev hun gift med den engelske skuespiller Leigh Lawson, og hedder i dag Lesley Hornby Lawson.
Efter fotomodelkarrieren i 1960'erne har hun arbejdet som skuespiller på film og teater, bl.a. medvirkede hun i filmen The Blues Brothers. Endvidere har hun medvirket i America's Next Top Model som dommer, hvor hun afløste Janice Dickinson.
Allerede som 16-årig blev hun udråbt som "årets ansigt" i 1966